# Gitpod
Gitpod ist eine Online ausgelagerte integrierte Entwicklungsumgebung des deutschen Start-up-Unternehmens Typefox. Hauptinvestor der Firma aus Kiel ist Tom Preston-Werner. Auch Tobi Lütke stieg in der ersten Finanzierungsrunde mit ein. Die Arbeitsplatzumgebung läuft in Docker-Container, die als Software-as-a-Service nutzungsbasiert abgerechnet werden. Die Oberfläche ist ähnlich zu Visual Studio Code basiert jedoch auf Eclipse Theia. Die Konfiguration der Arbeitsfläche wird in einer YAML-Datei im git Repository gespeichert und kann initial auch automatisch generiert werden. Mit dem Framework Sprotty lässt sich der Quelltext in Diagrammen visualisieren.